# Макакило
Макакило (гав. Makakilo — букв. «наблюдающие глаза») — статистически обособленная местность на острове Оаху в округе Гонолулу (штат Гавайи, США).

## География
Согласно Бюро переписи населения США статистически обособленная местность Макакило имеет общую площадь 8,1 квадратный километр, вся территория относится к суше.

## Демография
По данным переписи населения за 2000 год в Макакило проживало 13156 человек, насчитывалось 3898 домашних хозяйства, 3223 семьи и 4119 жилых домов. Средняя плотность населения составляла около 1624,2 человека на один квадратный километр суши.
Расовый состав Макакило по данным переписи распределился следующим образом: 24,16 % белых, 2,53 % — чёрных или афроамериканцев, 0,2 % — коренных американцев, 32,08 % — азиатов, 10,2 % — коренных жителей тихоокеанских островов, 29,32 % — представителей смешанных рас, 1,51 % — других народностей. Испаноговорящие составили 10,09 % населения.
Из 3898 домашних хозяйств в 44,2 % — воспитывали детей в возрасте до 18 лет, 65,9 % представляли собой совместно проживающие супружеские пары, в 11,3 % семей женщины проживали без мужей, 17,3 % не имели семьи. 11,3 % от общего числа семей на момент переписи жили самостоятельно, при этом 1,4 % составили одинокие пожилые люди в возрасте 65 лет и старше. В среднем домашнее хозяйство ведут 3,37 человек, а средний размер семьи — 3,64 человек.
Население Макакило по возрастному диапазону (данные переписи 2000 года) распределилось следующим образом: 30,5 % — жители младше 18 лет, 8,4 % — между 18 и 24 годами, 33,6 % — от 25 до 44 лет, 21,5 % — от 45 до 64 лет и 6,1 % — в возрасте 65 лет и старше. Средний возраст жителей составил 32 года. На каждые 100 женщин приходилось 101 мужчина, при этом на каждые сто женщин 18 лет и старше приходилось 98,5 мужчин также старше 18 лет.

## Экономика
Средний доход на одно домашнее хозяйство Макакило составил 66 515 долларов США, а средний доход на одну семью — 67 267 долларов. При этом мужчины имели средний доход в 40 067 долларов в год против 31 194 доллара среднегодового дохода у женщин. Доход на душу населения составил 20 945 долларов в год. 5,1 % от всего числа семей в местности и 4,3 % от всей численности населения находилось на момент переписи за чертой бедности, при этом 7,1 % из них были моложе 18 лет и 3,6 % — в возрасте 65 лет и старше.